# اندیس لاخ سفید
لاخ سفید یک اندیس فلزی است که در حوالی شهر چهار فرسخ استان خراسان قرار دارد و مادهٔ معدنی موجود در آن، مس است.سنگ میزبان این اندیس آهک متامورف شده، مرمر است  در این اندیس، پاراژنز‌های پیریت یافت می‌شوند.